# بندیکت نرسیا

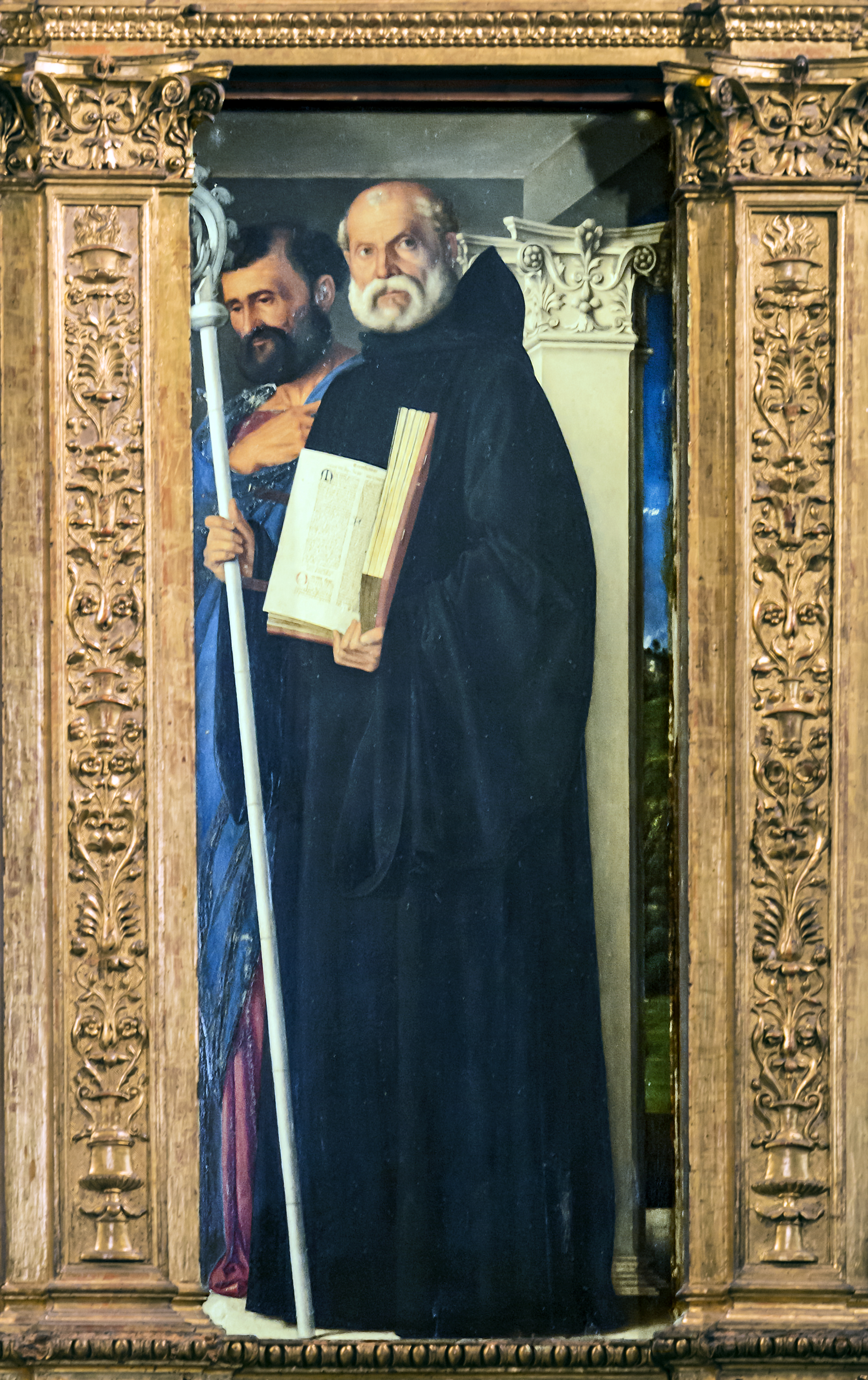
بندیکت نرسیا

 بندیکت نرسیا (به انگلیسی: Benedict of Nursia) یا (به ایتالیایی: San Benedetto da Norcia) یکی از قدیسان مسیحیت است که در تاریخ (۴۸۰ میلادی تا ۲۱ مارس ۵۴۳ یا ۵۴۷ میلادی) میزیسته است. به عنوان قدیس حامی اروپا و دانش آموزان است.

## نگارخانه

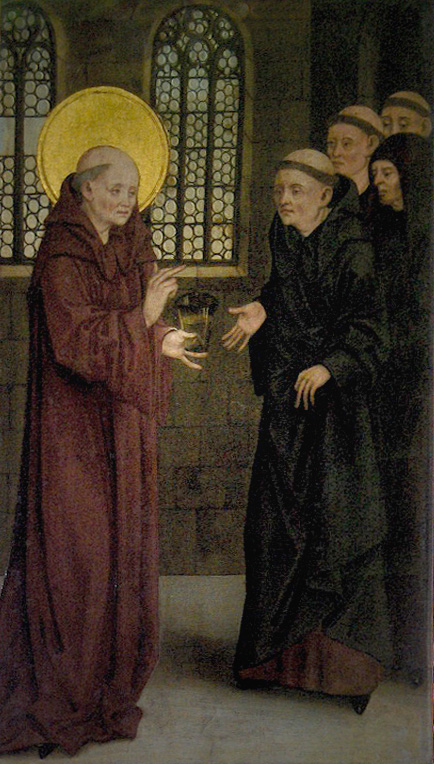
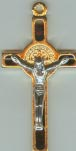
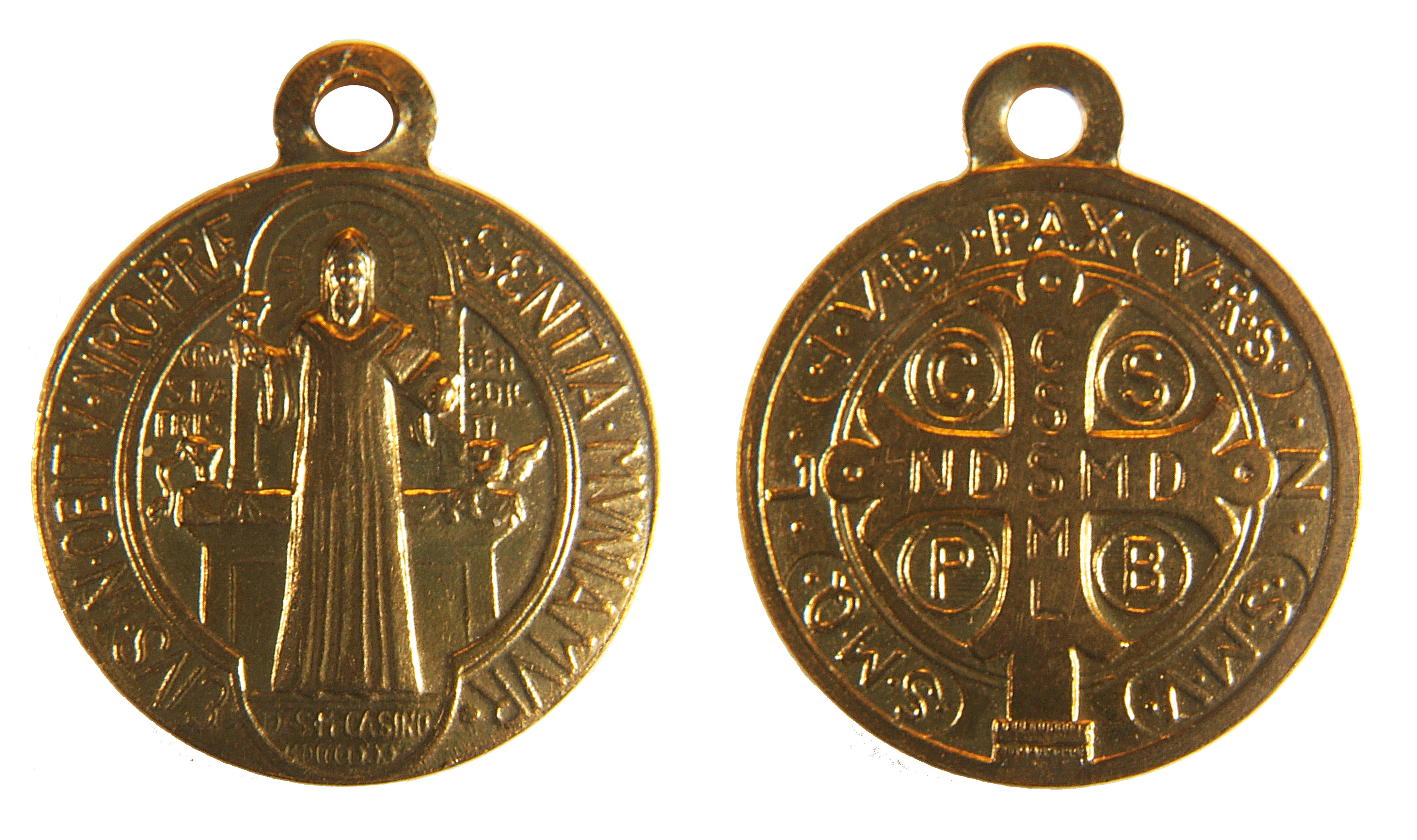
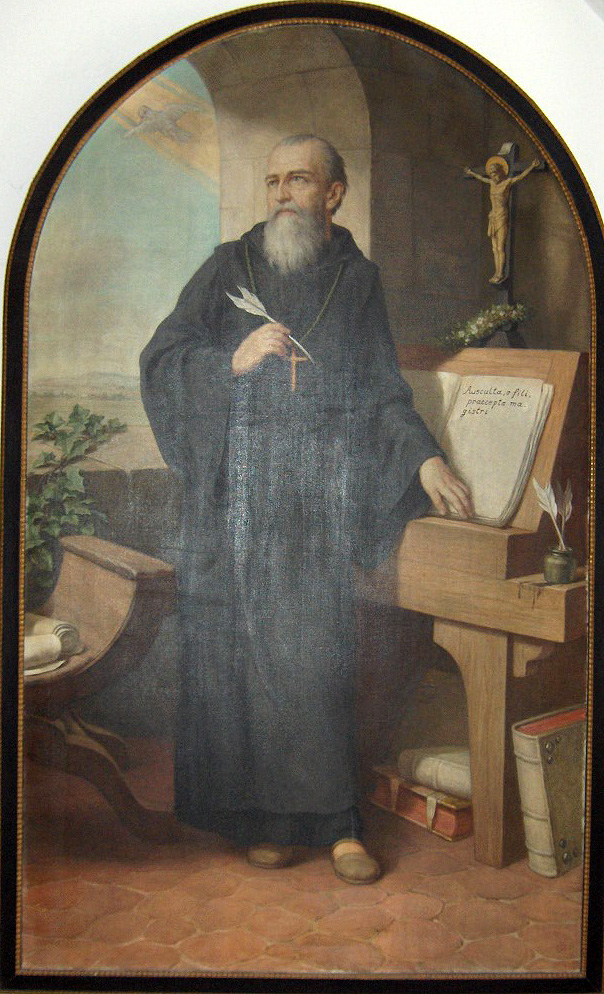
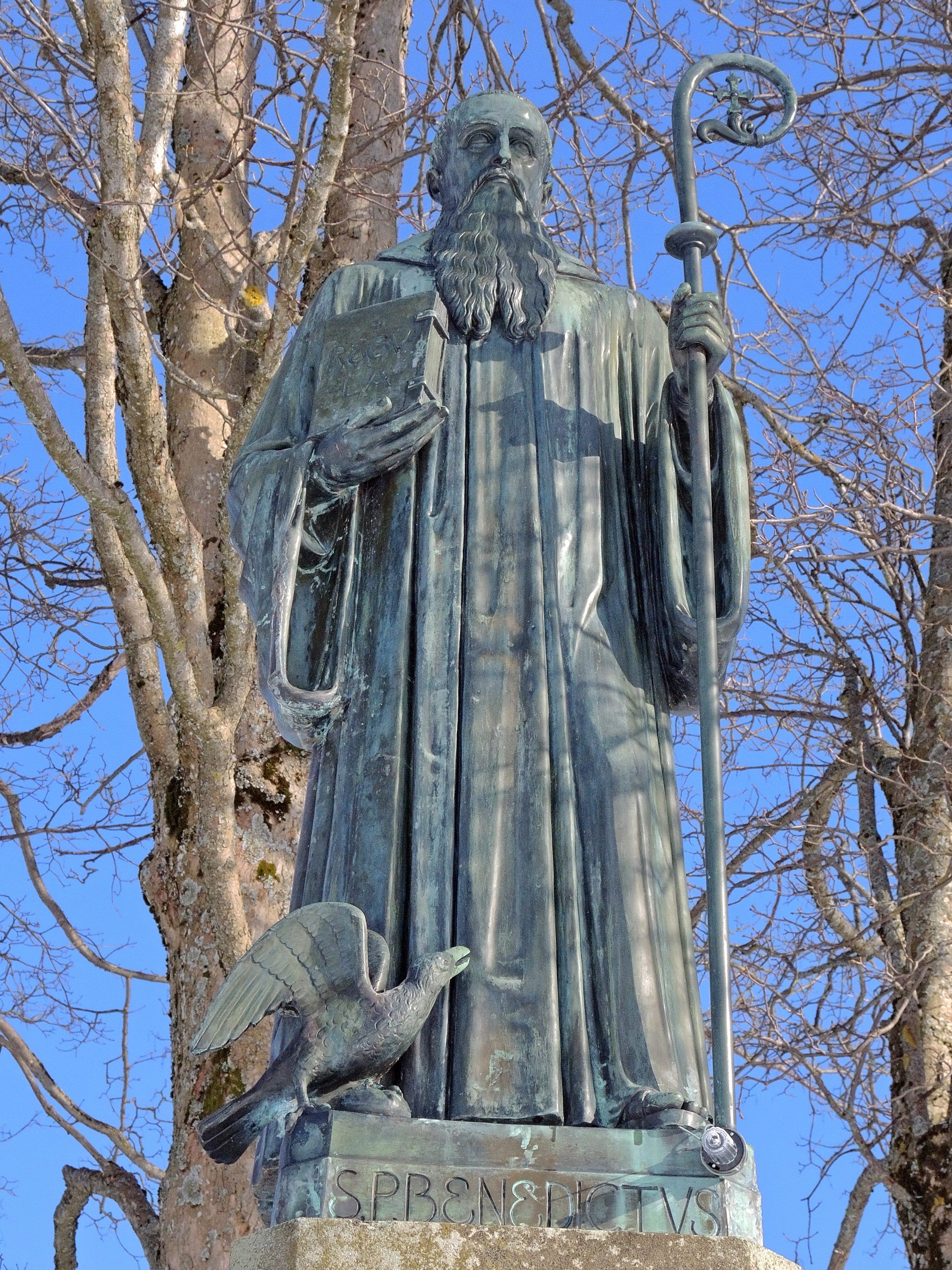